# Västertorp (Stockholms tunnelbana)
Västertorp ist eine oberirdische Station der Stockholmer U-Bahn. Sie befindet sich im gleichnamigen Stadtteil Västertorp. Die Station wird von der Röda linjen des Stockholmer U-Bahn-Systems bedient. Sie zählt zu den eher mäßig frequentierten Stationen des U-Bahn-Netzes. An einem normalen Werktag steigen hier 4.050 Pendler zu und um.
Die Station wurde am 5. April 1964 in Betrieb genommen, als der erste Abschnitt der Röda linjen zwischen T-Centralen und Fruängen eingeweiht wurde. Die Bahnsteige befinden sich oberirdisch in Hochlage. Die Station liegt zwischen den Stationen Hägerstensåsen und Fruängen. Bis zum Stockholmer Hauptbahnhof sind es etwa acht Kilometer.

## Belege
1. ↑  Fakta om SL och länet 2019. (PDF; 18 MB) Zusteigende an einem Winterwerktag 2019. SLL, 14. Dezember 2020, archiviert vom Original (nicht mehr online verfügbar) am 27. Dezember 2020; abgerufen am 30. Dezember 2020 (schwedisch).  Info: Der Archivlink wurde automatisch eingesetzt und noch nicht geprüft. Bitte prüfe Original- und Archivlink gemäß Anleitung und entferne dann diesen Hinweis.

| Vorherige Station              | Tunnelbanan | Nächste Station |
| ------------------------------ | ----------- | --------------- |
| Hägerstensåsen ← Mörby centrum | T14         | Fruängen →      |